# Hyundai Trajet
De Hyundai Trajet is een zevenzits MPV van Hyundai.
In 1999 werd het eerste model gelanceerd met een 2.6GSI motor, terwijl in 2001 een tweede benzinemotor, een dieselmotor en lpg variant werden uitgebracht.
De Trajet heeft drie rijen met stoelen, die gemakkelijk uit de auto kunnen worden gehaald om meer bagageruimte te verkrijgen. De voorstoelen kunnen omgedraaid worden, en de achterstoelen kunnen tot tafel worden getransformeerd.
Huidige modellen Nederland en België:
Bayon ·
i10 ·
i20 ·
i30 ·
Inster ·
Ioniq ·
Ioniq 5 ·
Ioniq 6 ·
Kona ·
Kona Electric ·
Nexo ·
Santa Fe ·
Tucson
Overige modellen internationaal:
Accent ·
Grandeur ·
Genesis ·
Eon ·
Equus ·
Porter ·
Sonata ·
Veloster
Uit productie:
Atos ·
Coupe ·
Dynasty ·
Elantra ·
Excel ·
Getz ·
Genesis Coupe ·
i40 ·
ix20 ·
ix55 ·
Lantra ·
Matrix ·
Pony ·
Santamo ·
Scoupe ·
Stellar ·
Terracan ·
Trajet ·
Tucson ·
XG